# Tchibo
Tchibo er en tysk kaffeforhandler. De sælger deres kaffe i detailhandlen og i 1.000 egne butikker og caféer. Tchibo driver også forretning indenfor rejser, forsikring og mobiltelefoni. De har hovedkvarter i Hamborg med 700 butikker i Tyskland og 300 butikker i udlandet.
Tchibo blev etableret i 1949 i Hamburg af Max Herz og Carl Tchilinghiryan.